# 公子芾
公子巿（？—？），嬴姓，或作芾。《史记索隐》称名显。封高陵君，是秦惠文王和宣太后的儿子，秦昭襄王的弟弟，泾阳君公子悝的胞兄。

## 生平
秦昭襄王在前306年即位，當時宣太后掌權，任命穰侯魏冉、高陵君、泾阳君和華陽君芈戎掌控朝政。
前292年，封公子巿为宛侯、公子悝为邓侯。華陽君被秦人尊稱為華侯，從此有穰、宛、鄧、華四大列侯，人稱“四贵”。
因“四贵”权势威胁王权，秦昭襄王拜范雎为相國。前266年，范雎建議，罷除宣太后的權力，並使“四贵”离开咸阳，到自己的封邑，四貴自此再也不能影響國政。